# New England Revolution
New England Revolution is een voetbalclub uit het Amerikaanse Foxborough, Massachusetts. De club komt uit in de Major League Soccer. De eigenaar van de club is Robert Kraft, die tevens de New England Patriots van de NFL in zijn bezit heeft.
New England Revolution heeft nog geen enkele titel op haar naam geschreven en is daarmee een van de negen teams die nog geen titel heeft veroverd in de Major League Soccer. Vijf keer is de club op de tweede plaats geëindigd (2002, 2005, 2006, 2007, 2014).

## Erelijst
- MLS Cup

Finalist: 2002, 2005, 2006, 2007, 2014 (5x)
- MLS Supporters' Shield

Winnaar: 2021 (1x)
- US Open Cup

Winnaar: 2007 (1x)
Finalist: 2001, 2016 (2x)
- North American SuperLiga

Winnaar: 2008 (1x)
Finalist: 2010 (1x)

## Bekende (oud-)Revs

### Spelers
- Juan Agudelo
- Chris Albright
- Alexander Büttner
- Scott Caldwell
- Clint Dempsey
- Diego Fagúndez
- Benny Feilhaber
- Carles Gil
- Jay Heaps
- Jermaine Jones
- Thomas McNamara
- Jonathan Mensah
- Krisztián Németh
- Lee Nguyen
- Đorđe Petrović
- Matt Polster
- Matt Turner
- Taylor Twellman
- Bobby Wood
- Walter Zenga

### Trainers
- Bruce Arena
- Brad Friedel
- Jay Heaps
- Steve Nicol
- Thomas Rongen